# スルジャン・プラヴシッチ
スルジャン・プラヴシッチ（セルビア語: Срђан Плавшић, Srđan Plavšić、1995年12月3日 - ）は、セルビアのサッカー選手。セルビア代表。ポジションはMF。

## クラブ歴
FKヴォイヴォディナ・ノヴィ・サドの下部組織に在籍していたが、背丈が小さすぎたためにトップチーム昇格はならなかった。そのため、下部リーグに所属するFK ČSKチェラレヴォで選手となった。2シーズンを過ごしたのちに、FKスパルタク・スボティツァに移籍した。2014-15シーズンにスパルタク・スボティツァでセルビア・スーペルリーガデビューをし、レッドスター・ベオグラード戦で大活躍を見せた。
2015年8月10日に3年契約でレッドスター・ベオグラードに移籍。背番号は17番となった。166cmしかない身長はレッドスター・ベオグラードで最少であったので、「極小の蟻」とのニックネームがつけられた。2015-16シーズンの前半ではレッドスター・ベオグラードで最もファールの多いプレーヤーであり、他のチームのプレーヤーは彼のイエローカードの周期を計算していたとも言う。ただし、イエローカードはシーズンで4枚しかもらっていない。
2017年6月27日にACスパルタ・プラハに移籍。移籍金は130万ユーロ程度と見積もられている。7月27日に行われた古巣レッドスター・ベオグラードとの国際試合で初出場を記録した。
2021年6月10日、SKスラヴィア・プラハに3年契約で移籍した。

## 代表歴
セルビア代表としては2016年6月29日に行われたカタール代表との親善試合で初出場したが、3-0で敗れた。その後、2017年1月29日に行われたアメリカ合衆国代表との親善試合にも出場した。

## 家族
父親のペタル・プラヴシッチはプロのフットサル選手であった。彼が試合で見せるトリックプレーは父親に教わった物である。なお父方の祖父はボスニア・ヘルツェゴビナ社会主義共和国のシポヴォ出身である。

## タイトル
レッドスター・ベオグラード
- セルビア・スーペルリーガ: 2015-16

スパルタ・プラハ
- ポハール・チェスケー・ポシュスティ: 2019-20